# Electronic Gaming Monthly
Electronic Gaming Monthly (forkortet EGM) er et amerikansk computerspilsmagasin. Det udgives af Ziff Davis som en del af 1UP.com-netværket og udgiver 12 numre om året.